# Polar Air
Polar Air Cargo (Polar) es una aerolínea Estadounidense especializada en el transporte aéreo de carga. Sus destinos son América, Asia y Europa. 
Su flota consta de aviones Boeing 747-8, Boeing 747-400 y Boeing 767-300
Polar es una empresa de Atlas Air Worldwide Holdings, Inc., con sede en Purchase, Nueva York.

## Historia
Polar fue creada en 1993 como un joint venture entre Southern Air Transport y GE Capital Aviation Services (GECAS). Después de varios años de continuas pérdidas financieras, la compañía fue adquirida por GECAS. 
En noviembre de 2001, Polar fue adquirida por AAWW, una filial de Atlas Air, Inc. (Atlas).

## Flota

### Flota Actual
En febrero de 2023, la flota consiste de las siguientes aeronaves, con una edad media de 12.1 años:
| Boeing 747-8F   | 6  | — |  |  |  |  |
| Boeing 767-300F | 3  | — |  |  |  |  |
| Boeing 777F     | 8  | — |  |  |  |  |
| Total           | 17 | — |  |  |  |  |